# Santo Antônio do Jardim
Santo Antônio do Jardim est une municipalité brésilienne de la microrégion de São João da Boa Vista.